# Pediobius illiberidis
Pediobius illiberidis  (лат.) — вид паразитических наездников рода Pediobius из семейства Eulophidae (Chalcidoidea) отряда перепончатокрылые насекомые. Восточный Китай, провинции Шэньси и Шаньдун. Мелкие насекомые (длина около 1 мм). Голова, грудь и проподеум с сильно склеротизированными покровами, брюшко стебельчатое. Усики самок расположены ниже уровня глаз. Ассоциированы с бабочками-пестрянками Illiberis pruni (Zygaenidae) и бабочками-хохлатками Clostera anachoreta (Notodontidae, паразиты их личинок) . Видовое название P. illiberidis дано по родовому имени вида-хозяина Illiberis. Вид был впервые описан в 1987 году китайским энтомологом Д. Ляо (D. X. Liao) с соавторами по типовым материалам из Китая вместе с таксонами Pediobius yunanensis.